# Werther-effektus
A Werther-effektus vagy imitációs effektus azt jelenti, hogy a médiában közölt öngyilkosságok hatására a veszélyeztetettek körében megnő az elkövetett öngyilkosságok száma, és nem csak akkor, ha népszerű, híres személyről van szó. Kutatások azt is kimutatták, hogy leginkább azok körében nő meg a szuicidális viselkedés, akik a médiában szereplővel azonos neműek, illetve hasonló korúak.
A jelenséget David Phillips nevezte el 1974-ben Goethe Az ifjú Werther szenvedései címszereplőjéről. Goethe regényalakja többeket hasonló öngyilkosságra indított, ezért több német városban és hercegségben betiltották, a költő pedig versben üzente Werther szellemén keresztül az őt követni vágyóknak, hogy „férfi légy és ne járj utamon”.
A WHO médiaetikai irányelvei szerint az öngyilkosságról szóló híreket nem ajánlott vezető helyen közölni, részletezni az elkövetés módját, a helyszínt, az elkövető személyes adatait, fényképét, és találgatni az állítólagos okokat. Viszont jó, ha megjelenik preventív célú tájékoztatás, segítő üzenet és egy telefonszám.